# أغنية مرمية إلى الجنة
أغنية مرمية إلى الجنة هو الكتاب السادس ضمن سلسلة السير الذاتية للكاتبة الأمريكية مايا أنجيلو. يبدأ الكتاب -الذي تشمل أحداثه الفترة بين عامي 1965 و 1968- حيث انتهى كتاب أنجيلو السابق جميع أطفال الله يحتاجون أحذية سفر، بسفر أنجيلو من أكرا في غانا -حيث عاشت لمدة أربع سنوات -عودة إلى الولايات المتحدة. تتمحور كل من بداية ونهاية الكتاب حول حدثين كارثيين هما اغتيال كل من مالكوم إكس ومارتن لوثر كينغ الابن. تصف أنجيلو كيفية تعاملها مع هذين الحدثين والتغيرات الجذرية التي حدثت في البلاد وفي حياتها الشخصية، وكيفية تأقلمها مع العودة إلى بلادها. ينتهي الكتاب بوصول أنجيلو ’إلى عتبة مسيرتها الأدبية’، كاتبة السطور الأولى من سيرتها الذاتية الأولى أعرف لماذا يغرد الطائر الحبيس.
كما بدأت بالعمل على رواية الطائر الحبيس واستمرت خلال بقية السلسلة، حافظت أنجيلو على التقليد الطويل للسيرة الذاتية الأمريكية الأفريقية. في الوقت ذاته حاولت بشكل مقصود تحدي البنية التقليدية للسيرة الذاتية من خلال النقد والتغيير وتوسيع النمط الأدبي. اتفق معظم المراجعين على أن الكتاب كان مكونًا من سلسلة من المقالات القصيرة. لدى كتابتها لكتاب أغنية في عام 2002، وبعد ستة عشر عامًا من سيرتها الذاتية السابقة، كانت أنجيلو قد حصلت على شهرة وتقدير واسعين ككاتبة وشاعرة. ألقت قصيدتها بعنوان على نبض الصباح في حفل تنصيب الرئيس الأمريكي بيل كلينتون عام 1993، لتصبح أولى الشعراء الذين يلقون قصيدة افتتاحية لتنصيب رئيس جديد منذ روبرت فروست حين وصول جون إف. كينيدي إلى الرئاسة عام 1961. أصبحت أنجيلو شخصية اعتبارية مشهورة وعالية التقدير باعتبارها ممثلة عن السود والنساء. كانت أنجيلو -حسب وصف المفكرة جوان براكستون- أكثر كاتبات السيرة الذاتية الأمريكيات شهرة من دون شك. كما أنها أصبحت «صوتًا أساسيًا في مجال السيرة الذاتية في هذا الزمن».
استُمد عنوان كتاب أغنية من القصيدة ذاتها للشاعر الأمريكي الإفريقي بول لورانس دانبار، وهي أساس كتاب سيرتها الذاتية الأول. كما في بقية السير الذاتية لأنجيلو، قوبل الكتاب بكل من المديح والخيبة، على الرغم من أن المراجعات كانت إيجابية بمعظمها. مدح المراجعون أنجيلو على ’تقديم ذروة لإنجاز مميز في مجال السيرة الذاتية’، في حين انتقدها آخرون لأنها أظهرت شيئًا من ’الفوقية’. حصل ألبوم القصيدة المحكية عام 2002، الذي يحمل الاسم ذاته ويُعتبر مقتبسًا من الكتاب، على جائزة الغرامي لأفضل ألبوم محكي في عام 2003.

## ملخص الحبكة
تبدأ رواية أغنية مرمية إلى الجنة -التي تجري أحداثها بين عامي 1965 و 1968- حيث انتهى الكتاب السابق جميع أطفال الله يحتاجون أحذية سفر، وذلك بسفر أنجيلو في الطائرة من أكرا في غانيا -حيث أمضت أربعة أعوام- عائدة إلى الولايات المتحدة. هناك ’حدثان كارثيان’ ظللا بداية الكتاب ونهايته هما اغتيال كل من مالكوم إكس ومارتن لوثر كينغ الابن. كان ابنها غاي ذو الأعوام التسعة عشر قد أصبح بالغًا ويذهب إلى الجامعة في غانا، وهي تخرج من علاقة عاطفية متسلطة مع ’شريكها العاطفي’ الذي وصفته بأنه «رجل قوي من غرب أفريقيا اقتحم حياتي بسرعة عاصفة أفريقية». كما دُعيت أنجيلو للعودة إلى الولايات المتحدة من قبل مالكوم إكس الذي أصبح صديقها خلال زيارته إلى أكرا لمساعدتها في تشكيل منظمة الوحدة الأفريقية.
أجلت موعدها مع مالكوم إكس لمدة شهر وذهبت في زيارة لأمها وشقيقها في سان فرانسيسكو لمدة شهر، لكن مالكوم تعرض للاغتيال بعد يومين.